# 质权
质权（pledge），是债权人占有债务人或第三人为担保债务而移交的财产，而在债务人不履行到期债务时，就该财产的优先受偿的权利。在中华人民共和国，质权分为动产质权、权利质权。质权不同于留置权。

## 动产质权

### 概念
为担保债务的履行，债务人或者第三人将其动产出质给债权人占有的，债务人不履行到期债务或者发生当事人约定的实现质权的情形，债权人有权就该动产优先受偿。

### 动产质权的取得

#### 动产质权的设定
1. 质押合同一经签订即发生效力。
2. 动产质权自出质人交付质押财产时设立。

#### 质权的善意取得
出质人以其不具有所有权但合法占有的动产出质的，债权人在主观上为善意的，可类推适用所有权的善意取得制度，自无处分权的出质人以出质的意思将动产交付债权人所有时，取得动产的质权。

## 权利质权
- 债务人或者第三人有权处分的下列权利可以出质：

（一）汇票、支票、本票；
（二）债券、存款单；
（三）仓单、提单；
（四）可以转让的基金份额、股权；
（五）可以转让的注册商标专用权、专利权、著作权等知识产权中的财产权；
（六）应收账款；
（七）法律、行政法规规定可以出质的其他财产权利。